# Andronic Cantacuzène
Pour les articles homonymes, voir Andronic.
Andronic Cantacuzène (1553-1601, en roumain Andronic Cantacuzino), est le fils du prince phanariote, Michel Cantacuzène, surnommé par les turcs Chaïtanoglou (Fils de Satan), exécuté à Constantinople en 1578.
Après la condamnation et la mort de son père, Andronic Cantacuzène se retire à Candie, en Crète, chez les parents de sa mère. Il revient à Constantinople en 1590 comme banquier. Son influence auprès de la Sublime Porte devient rapidement prépondérante en politique. Il devient le trésorier du prince de Valachie Ștefan Ier Surdul qui épouse une de ses filles. Il appuie en 1593 la candidature de Mihai Viteazul, dont l'épouse Stanca Cretzulescu est sa cousine germaine, à ce même trône en remplacement d'Alexandru III cel Rău. En 1598, il est nommé Grand Trésorier de Valachie et sert la diplomatie de Mihai Viteazul en négociant en Transylvanie et en Moldavie. Il est entraîné par la chute de ce dernier et est exécuté par les Turcs à l'automne 1601.
Ses trois fils s'établirent définitivement dans les principautés roumaines :
- Iordache (Georges) en Moldavie
- Toma en Moldavie
- Constantin Cantacuzène en Valachie

Deux de ses filles épousèrent des princes :
- Ne mariée vers 1590 avec Ștefan Ier Surdul
- Stanca mariée vers 1590 avec Aaron Tiranul

## Sources
- Jean Michel Cantacuzène, Mille ans dans les Balkans, Éditions Christian (1992)  (ISBN 2-86496-054-0)